# Grand Rapids Art Museum

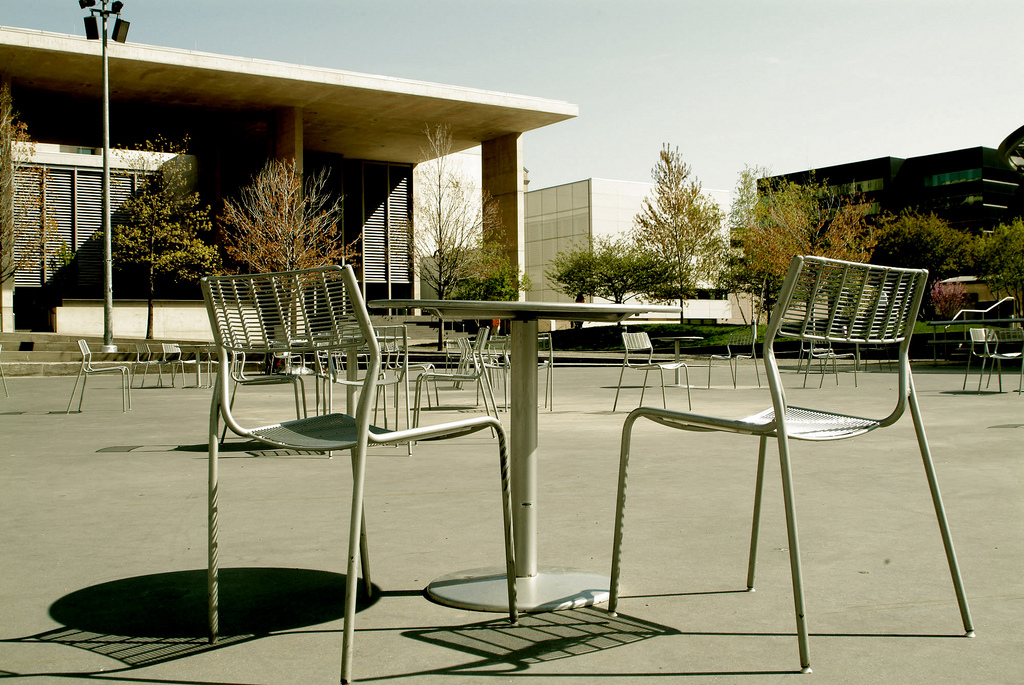
Grand Rapids Art Museum met terras

Grand Rapids Art Museum (GRAM) is een kunstmuseum, gelegen 101, Monroe Center in Grand Rapids in de Amerikaanse staat Michigan.

## Geschiedenis
In 1910 werd in Grand Rapids een Art Association of Grand Rapids opgericht met als doelstelling een kunstcollectie aan te leggen voor een toekomstig kunstmuseum. De eerste vestiging van de Grand Rapids Art Gallery werd gehuisvest aan Fulton Street. Uitbreidingen vonden plaats in 1928 en 1930. In 1963 werd de naam van het museum gewijzigd in Grand Rapids Art Museum. In 1978 werd het Federal Building van de stad Grand Rapids gehuurd voor een symbolische jaarhuur van $ 1. Na een grondige renovatie van het drie verdiepingen tellende gebouw werd het museum heropend in 1981. Het museum ontving in 2001 een gift ten behoeve van nieuwbouw. Als architect werd aangetrokken Kulapat Yantrasast van wHY Architecture uit Los Angeles. In 2004 begon de bouw, die zou duren tot 2007, op een locatie naast het Monroe Center. 

## Collectie
De museumcollectie bestaat uit:
- 3500 werken op papier (grafiek, tekeningen en foto's) van 1500 tot hedendaags; onder anderen werk van Albrecht Dürer
- 1200 designobjecten vanaf 1900
- 300 schilderijen en sculpturen uit de negentiende en twintigste eeuw van Amerikaanse en Europese kunstenaars